# Liste des anciennes communes des Hautes-Alpes
Cette page a pour objectif de retracer toutes les modifications communales dans le département des Hautes-Alpes : les anciennes communes qui ont existé depuis la Révolution française, ainsi que les créations, les modifications officielles de nom, ainsi que les échanges de territoires entre communes.
Le département, essentiellement montagneux, s'illustre par un petit nombre de communes, comme dans tout le sud-est de la France. L'exode rural a vu s'opérer le regroupement de communes petit à petit, mais de manière plutôt modérée. Un élan nouveau a eu lieu avec l'apparition du statut de "commune nouvelle" avec les lois de 2010.
Fait notable : le maillage communal est resté totalement figé pendant près de 100 ans, la première fusion post-révolutionnaire ayant eu lieu en 1887.
Aujourd'hui, le département compte 162 communes (au 1er janvier 2024). En 1800, elles étaient 189 (dans les limites actuelles du département), et encore 177 en 2010.
Le département s'est accru de 3 communes en 1810, en récupérant la canton de Barcillonnette, détaché du département voisin des Basses-Alpes.

## Fusions
| Nom de la nouvelle commune | Communes réunies                            | Régime                                                         | Date (et nature) de la décision                     | Date d'effet                                   |
| -------------------------- | ------------------------------------------- | -------------------------------------------------------------- | --------------------------------------------------- | ---------------------------------------------- |
| Abriès-Ristolas            | Abriès                                      | commune nouvelle (avec communes déléguées)                     | 15 octobre 2018 (Arrêté)                            | 1er janvier 2019                               |
| Abriès-Ristolas            | Ristolas                                    | commune nouvelle (avec communes déléguées)                     | 15 octobre 2018 (Arrêté)                            | 1er janvier 2019                               |
| Aubessagne                 | Chauffayer                                  | commune nouvelle (SANS communes déléguées)                     | 23 novembre 2017 (Arrêté) 19 décembre 2017 (Arrêté) | 1er janvier 2018                               |
| Aubessagne                 | Les Costes                                  | commune nouvelle (SANS communes déléguées)                     | 23 novembre 2017 (Arrêté) 19 décembre 2017 (Arrêté) | 1er janvier 2018                               |
| Aubessagne                 | Saint-Eusèbe-en-Champsaur                   | commune nouvelle (SANS communes déléguées)                     | 23 novembre 2017 (Arrêté) 19 décembre 2017 (Arrêté) | 1er janvier 2018                               |
| Valdoule                   | Bruis                                       | commune nouvelle (avec communes déléguées)                     | 24 mars 2017 (Arrêté)                               | 1er juillet 2017                               |
| Valdoule                   | Montmorin                                   | commune nouvelle (avec communes déléguées)                     | 24 mars 2017 (Arrêté)                               | 1er juillet 2017                               |
| Valdoule                   | Sainte-Marie                                | commune nouvelle (avec communes déléguées)                     | 24 mars 2017 (Arrêté)                               | 1er juillet 2017                               |
| Vallouise-Pelvoux          | Pelvoux                                     | commune nouvelle (SANS communes déléguées depuis le 30-9-2020) | 5 septembre 2016 (Arrêté)                           | 1er janvier 2017                               |
| Vallouise-Pelvoux          | Vallouise                                   | commune nouvelle (SANS communes déléguées depuis le 30-9-2020) | 5 septembre 2016 (Arrêté)                           | 1er janvier 2017                               |
| Garde-Colombe              | Eyguians                                    | commune nouvelle (SANS communes déléguées depuis le 1-7-2020)  | 2 octobre 2015 (Arrêté)                             | 1er janvier 2016                               |
| Garde-Colombe              | Lagrand                                     | commune nouvelle (SANS communes déléguées depuis le 1-7-2020)  | 2 octobre 2015 (Arrêté)                             | 1er janvier 2016                               |
| Garde-Colombe              | Saint-Genis                                 | commune nouvelle (SANS communes déléguées depuis le 1-7-2020)  | 2 octobre 2015 (Arrêté)                             | 1er janvier 2016                               |
| Val-Buëch-Méouge           | Ribiers                                     | commune nouvelle (avec communes déléguées)                     | 27 août 2015 (Arrêté)                               | 1er janvier 2016                               |
| Val-Buëch-Méouge           | Antonaves                                   | commune nouvelle (avec communes déléguées)                     | 27 août 2015 (Arrêté)                               | 1er janvier 2016                               |
| Val-Buëch-Méouge           | Châteauneuf-de-Chabre                       | commune nouvelle (avec communes déléguées)                     | 27 août 2015 (Arrêté)                               | 1er janvier 2016                               |
| Saint-Bonnet-en-Champsaur  | Saint-Bonnet-en-Champsaur                   | commune nouvelle (avec communes déléguées)                     | 9 novembre 2012 (Arrêté) 28 novembre 2012 (Arrêté)  | 1er janvier 2013                               |
| Saint-Bonnet-en-Champsaur  | Bénévent-et-Charbillac                      | commune nouvelle (avec communes déléguées)                     | 9 novembre 2012 (Arrêté) 28 novembre 2012 (Arrêté)  | 1er janvier 2013                               |
| Saint-Bonnet-en-Champsaur  | Les Infournas                               | commune nouvelle (avec communes déléguées)                     | 9 novembre 2012 (Arrêté) 28 novembre 2012 (Arrêté)  | 1er janvier 2013                               |
| Dévoluy                    | Saint-Étienne-en-Dévoluy                    | commune nouvelle (SANS communes déléguées depuis le 17-4-2014) | 12 mars 2012 (Arrêté) 2 octobre 2012 (Arrêté)       | 1er janvier 2013                               |
| Dévoluy                    | Agnières-en-Dévoluy                         | commune nouvelle (SANS communes déléguées depuis le 17-4-2014) | 12 mars 2012 (Arrêté) 2 octobre 2012 (Arrêté)       | 1er janvier 2013                               |
| Dévoluy                    | La Cluse                                    | commune nouvelle (SANS communes déléguées depuis le 17-4-2014) | 12 mars 2012 (Arrêté) 2 octobre 2012 (Arrêté)       | 1er janvier 2013                               |
| Dévoluy                    | Saint-Disdier                               | commune nouvelle (SANS communes déléguées depuis le 17-4-2014) | 12 mars 2012 (Arrêté) 2 octobre 2012 (Arrêté)       | 1er janvier 2013                               |
| Gap                        | Gap                                         | fusion association                                             | 25 novembre 1974 (Arrêté)                           | 1er janvier 1975                               |
| Gap                        | Romette                                     | fusion association                                             | 25 novembre 1974 (Arrêté)                           | 1er janvier 1975                               |
| Briançon                   | Briançon                                    | fusion association (dissoute en 1989)                          | 9 avril 1974 (Arrêté)                               | 1er juin 1974                                  |
| Briançon                   | Puy-Saint-Pierre (commune rétablie en 1989) | fusion association (dissoute en 1989)                          | 9 avril 1974 (Arrêté)                               | 1er juin 1974                                  |
| La Roche-des-Arnauds       | La Roche-des-Arnauds                        | fusion association (dissoute en 1983)                          | 24 juillet 1972 (Arrêté)                            | 1er janvier 1973                               |
| La Roche-des-Arnauds       | Rabou (commune rétablie en 1983)            | fusion association (dissoute en 1983)                          | 24 juillet 1972 (Arrêté)                            | 1er janvier 1973                               |
| Étoile-Saint-Cyrice        | Étoile-le-Château                           | fusion                                                         | 16 décembre 1968 (Arrêté)                           | 1er janvier 1969                               |
| Étoile-Saint-Cyrice        | Saint-Cyrice                                | fusion                                                         | 16 décembre 1968 (Arrêté)                           | 1er janvier 1969                               |
| Saint-Jean-Saint-Nicolas   | Saint-Jean-Saint-Nicolas                    | fusion                                                         | 27 septembre 1963 (Décret)                          | 5 octobre 1963                                 |
| Saint-Jean-Saint-Nicolas   | Chabottonnes                                | fusion                                                         | 27 septembre 1963 (Décret)                          | 5 octobre 1963                                 |
| La Chapelle-en-Valgaudémar | Clémence-d'Ambel                            | fusion                                                         | 16 juillet 1962 (Arrêté) 8 octobre 1962 (Arrêté)    | 1er janvier 1963                               |
| La Chapelle-en-Valgaudémar | Guillaume-Peyrouse                          | fusion                                                         | 16 juillet 1962 (Arrêté) 8 octobre 1962 (Arrêté)    | 1er janvier 1963                               |
| Laragne-Montéglin          | Laragne                                     | fusion                                                         | 2 mars 1949 (Arrêté)                                | 30 mars 1949                                   |
| Laragne-Montéglin          | Montéglin                                   | fusion                                                         | 2 mars 1949 (Arrêté)                                | 30 mars 1949                                   |
| Barret-le-Bas              | Barret-le-Bas                               | fusion                                                         | 10 mars 1944 (Arrêté)                               | 1er mai 1944                                   |
| Barret-le-Bas              | Barret-le-Haut                              | fusion                                                         | 10 mars 1944 (Arrêté)                               | 1er mai 1944                                   |
| Châteauneuf-de-Chabre      | Châteauneuf-de-Chabre                       | fusion                                                         | 10 mars 1944 (Arrêté)                               | 1er mai 1944                                   |
| Châteauneuf-de-Chabre      | Pomet                                       | fusion                                                         | 10 mars 1944 (Arrêté)                               | 1er mai 1944                                   |
| Aspres-sur-Buëch           | Aspres-sur-Buëch                            | fusion                                                         | 30 novembre 1933 (Arrêté)                           | 30 novembre 1933 (Arrêté)                      |
| Aspres-sur-Buëch           | Agnielles                                   | fusion                                                         | 30 novembre 1933 (Arrêté)                           | 30 novembre 1933 (Arrêté)                      |
| La Motte-en-Champsaur      | La Motte-en-Champsaur                       | fusion                                                         | 6 octobre 1931 (Arrêté)                             | 6 octobre 1931 (Arrêté)                        |
| La Motte-en-Champsaur      | Molines-en-Champsaur                        | fusion                                                         | 6 octobre 1931 (Arrêté)                             | 6 octobre 1931 (Arrêté)                        |
| Château-Neuf-d'Oze         | Château-Neuf-d'Oze                          | fusion                                                         | 20 août 1906 (Décret)                               | 20 août 1906 (Décret)                          |
| Château-Neuf-d'Oze         | Châtillon-le-Désert                         | fusion                                                         | 20 août 1906 (Décret)                               | 20 août 1906 (Décret)                          |
| Gap                        | Gap                                         | fusion                                                         | 23 août 1895 (Délibération du conseil général)      | 23 août 1895 (Délibération du conseil général) |
| Gap                        | Chaudun                                     | fusion                                                         | 23 août 1895 (Délibération du conseil général)      | 23 août 1895 (Délibération du conseil général) |
| Le Saix                    | Le Saix                                     | fusion                                                         | 23 août 1887 (Délibération du conseil général)      | 23 août 1887 (Délibération du conseil général) |
| Le Saix                    | Clausonne                                   | fusion                                                         | 23 août 1887 (Délibération du conseil général)      | 23 août 1887 (Délibération du conseil général) |
| L’Argentière               | L’Argentière                                | fusion                                                         | 1791                                                | 1791                                           |
| L’Argentière               | La Bessée                                   | fusion                                                         | 1791                                                | 1791                                           |
| Saint-Firmin               | Saint-Firmin                                | fusion                                                         | 1791                                                | 1791                                           |
| Saint-Firmin               | La Broue                                    | fusion                                                         | 1791                                                | 1791                                           |
| Saint-Firmin               | L'Esparcelet                                | fusion                                                         | 1791                                                | 1791                                           |
| Saint-Firmin               | Les Préaux                                  | fusion                                                         | 1791                                                | 1791                                           |
| Saint-Firmin               | Reculas                                     | fusion                                                         | 1791                                                | 1791                                           |
| Saint-Firmin               | Villard-Saint-Firmin                        | fusion                                                         | 1791                                                | 1791                                           |
| Bénévent-et-Charbillac     | Bénévent                                    | fusion                                                         | 1790-1794                                           | 1790-1794                                      |
| Bénévent-et-Charbillac     | Charbillac                                  | fusion                                                         | 1790-1794                                           | 1790-1794                                      |
| Lardier-et-Valença         | Lardier                                     | fusion                                                         | 1790-1794                                           | 1790-1794                                      |
| Lardier-et-Valença         | Valença                                     | fusion                                                         | 1790-1794                                           | 1790-1794                                      |
| Nossage-et-Bénévent        | Nossage                                     | fusion                                                         | 1790-1794                                           | 1790-1794                                      |
| Nossage-et-Bénévent        | Bénivent                                    | fusion                                                         | 1790-1794                                           | 1790-1794                                      |
| Saint-Michel-de-Chaillol   | Saint-Michel-de-Chaillol                    | fusion                                                         | 1790-1794                                           | 1790-1794                                      |
| Saint-Michel-de-Chaillol   | Saint-Pierre-de-Chaillol                    | fusion                                                         | 1790-1794                                           | 1790-1794                                      |
| Saint-Pierre-d'Argençon    | Saint-Pierre-d'Argençon                     | fusion                                                         | 1790-1794                                           | 1790-1794                                      |
| Saint-Pierre-d'Argençon    | Saint-Martin                                | fusion                                                         | 1790-1794                                           | 1790-1794                                      |
| Savournon                  | Savournon                                   | fusion                                                         | 1790-1794                                           | 1790-1794                                      |
| Savournon                  | Plan-du-Bourg                               | fusion                                                         | 1790-1794                                           | 1790-1794                                      |

## Créations
| Nom de la commune créée | Commune affectée     | Mode de création              | Date (et nature) de la décision | Date d'effet     |
| ----------------------- | -------------------- | ----------------------------- | ------------------------------- | ---------------- |
| Puy-Saint-Pierre        | Briançon             | Démembrement (rétablissement) | 15 novembre 1988 (Arrêté)       | 1er janvier 1989 |
| Rabou                   | La Roche-des-Arnauds | Démembrement (rétablissement) | 7 février 1983 (Arrêté)         | 14 février 1983  |
| La Pisse                | Vallouise            | Démembrement                  | 1797                            | 1797             |
| Puy-Saint-Vincent       | Vallouise            | Démembrement                  | 1797                            | 1797             |
| Les Vigneaux            | Vallouise            | Démembrement                  | 1797                            | 1797             |
| Eygliers                | Mont-Dauphin         | Démembrement                  | 1791                            | 1791             |
| Val-des-Prés            | Montgenèvre          | Démembrement                  | 1791                            | 1791             |

## Modifications de nom officiel
| Ancien nom               | Nouveau nom                  | Date (et nature) de la décision                                            |
| ------------------------ | ---------------------------- | -------------------------------------------------------------------------- |
| Saint-André-en-Beauchêne | La Faurie                    | 1804                                                                       |
| Aspres-lès-Veynes        | Aspres-sur-Buëch             | 20 novembre 1884 (Décret)                                                  |
| Aubessagne               | Chauffayer                   | 16 juin 1887 (Décret)                                                      |
| La Roche-sous-Briançon   | La Roche-de-Rame             | 12 décembre 1889 (Décret)                                                  |
| La Pisse                 | Pelvoux                      | 22 novembre 1893 (Décret)                                                  |
| Le Monêtier-de-Briançon  | Le Monêtier-les-Bains        | 22 novembre 1893 (Décret)                                                  |
| Saint-Étienne-d'Avançon  | Saint-Étienne-le-Laus        | 12 mars 1914 (Décret)                                                      |
| La Fare                  | La Fare-en-Champsaur         | 23 octobre 1928 (Décret)                                                   |
| Saint-Maurice            | Saint-Maurice-en-Valgodemard | 28 décembre 1936 (Décret)                                                  |
| Saint-Léger              | Saint-Léger-les-Mélèzes      | 28 décembre 1936 (Décret)                                                  |
| Saint-Jacques            | Saint-Jacques-en-Valgodemard | 28 décembre 1936 (Décret)                                                  |
| Saint-Eusèbe             | Saint-Eusèbe-en-Champsaur    | 28 décembre 1936 (Décret)                                                  |
| Étoile                   | Étoile-le-Château            | 28 décembre 1936 (Décret)                                                  |
| Agnières                 | Agnières-en-Dévoluy          | 28 décembre 1936 (Décret)                                                  |
| L'Argentière             | L'Argentière-la-Bessée       | 17 juin 1941 (Décret)                                                      |
| Château-Neuf-d'Oze       | Châteauneuf-d'Oze            | 1er août 1953 (Décret)                                                     |
| Theus                    | Théus                        | 3 août 1953 (Décret)                                                       |
| Savines                  | Savines-le-Lac               | 21 décembre 1961 (Décret)                                                  |
| Les Crotte               | Crots                        | 17 décembre 1970 (Décret)                                                  |
| Fressinières             | Freissinières                | 1er janvier 1985 (date d'effet) Commission de révision du nom des communes |
| La Salle                 | La Salle les Alpes           | 30 janvier 1987 (Décret) ,                                                 |
| Saint-Bonnet             | Saint-Bonnet-en-Champsaur    | 10 mars 1988 (Décret)                                                      |
| Saint-Clément            | Saint-Clément-sur-Durance    | 16 août 1989 (Décret)                                                      |
| Le Sauze                 | Le Sauze-du-Lac              | 13 décembre 1991 (Décret)                                                  |
| Châteauroux              | Châteauroux-les-Alpes        | 7 août 1996 (Décret)                                                       |
| Barret-le-Bas            | Barret-sur-Méouge            | 1er février 2001 (Décret)                                                  |
| Rousset                  | Rousset-Serre-Ponçon         | 8 août 2024 (Décret)                                                       |

## Modifications de limites communales (avec modifications des frontières du pays)
Le plus souvent, les modifications des limites communales décidées par arrêtés préfectoraux ne sont pas répertoriées dans le Journal officiel, ni dans le Bulletin officiel.
| Origine du territoire | Territoire cédé à la commune de... | Précisions | Date (et nature) de la décision                       |
| --------------------- | ---------------------------------- | ---------- | ----------------------------------------------------- |
| Italie                | Névache                            |            | 15 septembre 1947 (Loi) et 22 septembre 1947 (Décret) |
| Italie                | Montgenèvre                        |            | 15 septembre 1947 (Loi) et 22 septembre 1947 (Décret) |

## Communes associées
Liste des communes ayant, ou ayant eu (en italique), à la suite d'une fusion, le statut de commune associée.
| Nom de la commune | Code INSEE | Fusion-association                     | Fusion-association | Fusion-association   | Défusion                               | Défusion         |
| Nom de la commune | Code INSEE | date de la décision                    | date d'effet       | commune absorbante   | date de la décision                    | date d'effet     |
| ----------------- | ---------- | -------------------------------------- | ------------------ | -------------------- | -------------------------------------- | ---------------- |
| Puy-Saint-Pierre  | 05109      | Arrêté préfectoral du 9 avril 1974     | 1er juin 1974      | Briançon             | Arrêté préfectoral du 15 novembre 1988 | 1er janvier 1989 |
| Romette           | 05125      | Arrêté préfectoral du 25 novembre 1974 | 1er janvier 1975   | Gap                  |                                        |                  |
| Rabou             | 05112      | Arrêté préfectoral du 24 juillet 1972  | 1er janvier 1973   | La Roche-des-Arnauds | Arrêté préfectoral du 7 février 1983   | 14 février 1983  |

## Communes nouvelles
Liste des communes ayant le statut de commune nouvelle.
| Commune nouvelle          | Commune nouvelle | Commune nouvelle          | Anciennes communes        | Anciennes communes | Arrêté préfectoral portant création | Date de création |
| Nom                       | Code Insee       | Chef-lieu                 | Nom                       | Code Insee         | Arrêté préfectoral portant création | Date de création |
| ------------------------- | ---------------- | ------------------------- | ------------------------- | ------------------ | ----------------------------------- | ---------------- |
| Aubessagne                | 05039            | Chauffayer                | Chauffayer                | 05039              | 23 novembre 2017                    | 1er janvier 2018 |
| Aubessagne                | 05039            | Chauffayer                | Les Costes                | 05043              | 23 novembre 2017                    | 1er janvier 2018 |
| Aubessagne                | 05039            | Chauffayer                | Saint-Eusèbe-en-Champsaur | 05141              | 23 novembre 2017                    | 1er janvier 2018 |
| Dévoluy                   | 05139            | Saint-Étienne-en-Dévoluy  | Agnières-en-Dévoluy       | 05002              | 2 octobre 2012                      | 1er janvier 2013 |
| Dévoluy                   | 05139            | Saint-Étienne-en-Dévoluy  | La Cluse                  | 05042              | 2 octobre 2012                      | 1er janvier 2013 |
| Dévoluy                   | 05139            | Saint-Étienne-en-Dévoluy  | Saint-Disdier             | 05138              | 2 octobre 2012                      | 1er janvier 2013 |
| Dévoluy                   | 05139            | Saint-Étienne-en-Dévoluy  | Saint-Étienne-en-Dévoluy  | 05139              | 2 octobre 2012                      | 1er janvier 2013 |
| Garde-Colombe             | 05053            | Eyguians                  | Eyguians                  | 05053              | 2 octobre 2015                      | 1er janvier 2016 |
| Garde-Colombe             | 05053            | Eyguians                  | Lagrand                   | 05069              | 2 octobre 2015                      | 1er janvier 2016 |
| Garde-Colombe             | 05053            | Eyguians                  | Saint-Genis               | 05143              | 2 octobre 2015                      | 1er janvier 2016 |
| Saint-Bonnet-en-Champsaur | 05132            | Saint-Bonnet-en-Champsaur | Bénévent-et-Charbillac    | 05020              | 9 novembre 2012                     | 1er janvier 2013 |
| Saint-Bonnet-en-Champsaur | 05132            | Saint-Bonnet-en-Champsaur | Les Infournas             | 05067              | 9 novembre 2012                     | 1er janvier 2013 |
| Saint-Bonnet-en-Champsaur | 05132            | Saint-Bonnet-en-Champsaur | Saint-Bonnet-en-Champsaur | 05132              | 9 novembre 2012                     | 1er janvier 2013 |
| Val-Buëch-Méouge          | 05118            | Ribiers                   | Antonaves                 | 05005              | 27 août 2015                        | 1er janvier 2016 |
| Val-Buëch-Méouge          | 05118            | Ribiers                   | Châteauneuf-de-Chabre     | 05034              | 27 août 2015                        | 1er janvier 2016 |
| Val-Buëch-Méouge          | 05118            | Ribiers                   | Ribiers                   | 05118              | 27 août 2015                        | 1er janvier 2016 |
| Valdoule                  | 05024            | Bruis                     | Bruis                     | 05024              | 24 mars 2017                        | 1er juillet 2017 |
| Valdoule                  | 05024            | Bruis                     | Montmorin                 | 05088              | 24 mars 2017                        | 1er juillet 2017 |
| Valdoule                  | 05024            | Bruis                     | Sainte-Marie              | 05150              | 24 mars 2017                        | 1er juillet 2017 |
| Vallouise-Pelvoux         | 05101            | Pelvoux                   | Pelvoux                   | 05101              | 5 septembre 2016                    | 1er janvier 2017 |
| Vallouise-Pelvoux         | 05101            | Pelvoux                   | Vallouise                 | 05175              | 5 septembre 2016                    | 1er janvier 2017 |